# HMS New Zealand (1911)
El HMS New Zealand fue un crucero de batalla de la Royal Navy, donado a Gran Bretaña por el pueblo de Nueva Zelanda.

## Proyecto y construcción
A comienzos del siglo XX, Gran Bretaña, necesitaba fortalecer su armada, e invitó a las naciones componentes del Imperio Británico a ayudarles. El primer ministro de Nueva Zelanda en aquellos momentos, Joseph Ward, anunció en 1909 que su país, contribuiría con fondos para la construcción de un crucero de batalla como ejemplo a otros países.
El buque resultante, fue un crucero de batalla de la clase Indefatigable, un buque gemelo del HMS Indefatigable, y del HMAS Australia, el cual, fue construido gracias a los fondos recaudados por el pueblo de Australia.
La quilla del HMS New Zealand fue puesta en la grada de los astilleros Fairfield Shipbuilding and Engineering en el río Clyde el 20 de junio de 1910, fue botado el 11 de julio de 1911, y completado a lo largo de noviembre de 1912, entregándose a la Royal Navy el día 23 del citado mes, con un precio total de 1.783.190 £.
Aunque estos buques, tenían el mismo tamaño que los acorazados tipo dreadnought de su época, tanto el HMS New Zealand, como sus gemelos el HMS Indefatigable y el HMAS Australia, tenían un blindaje más ligero, pero por el contrario, eran mucho más rápidos y maniobrables.

## Historial
El HMS New Zealand participó en acciones contra la flota alemana en las tres principales batallas del mar del Norte, en las que colaboró a hundir dos cruceros alemanes.
Tras su incorporación a la Royal Navy, elNew Zealandrealizó un crucero de diez meses de duración por el Dominio británico en 1913, tras lo cual, se incorporó a la primera escuadra de cruceros de batalla de la Gran Flota en el mar Báltico en 1914, donde tomo parte en la Batalla de la Bahía de Heligoland (1914) con el capitán Walter Cowan al mando.
Fue designado buque insignia de la segunda escuadra de cruceros de batalla de la Gran Flota el 15 de enero de 1915 y la siguiente semana, participó en la batalla del banco Dogger, En el transcurso de la cual, fue designado insignia del almirante Beatty cuando su buque insignia, el acorazado HMS Lion, resultó seriamente dañado durante la batalla.
Durante una travesía por el mar del Norte el 22 de abril de 1916 el HMS New Zealand y el HMAS Australia colisionaron en la niebla. El último de ellos, sufrió los suficientes daños, como para ser puesto fuera de servicio durante algunas semanas, pero el HMS New Zealand volvió al servicio activo el 30 de mayo, el día antes al inició de la Batalla de Jutlandia, la cual, fue el mayor enfrentamiento naval de la contienda. El crucero de batalla, disparó un total de 420 proyectiles de 305 mm (12”) (el mayor número de todos los buques que participaron en la batalla) y fue impactado por un único proyectil de 280 mm (11”) en la torre X, que no causó daños mayores.
Durante las batallas de Jutlandia y del banco Dogger, el capitán del HMS New Zealand usó una falda de hierbas Māori y un Tiki de diorita, presentes recibidos durante el viaje a Nueva Zelanda como protección contra el mal, lo que ayudó a fomentar su reputación como la de un buque afortunado.
Volvió a unirse a la segunda escuadra de cruceros de batalla en septiembre de 1916, tras lo cual, acudió a Rosyth en noviembre del mismo año para ser modernizado, posteriormente, fue asignado a la primera escuadra de cruceros de batalla, con la que participó en la segunda batalla de la bahía de Heligoland el 17 de noviembre de 1917.
Tras finalizar la guerra, en 1919 realizó un nuevo viaje por los dominios británicos en la escuadra de la Royal Navy al mando del almirante Jellicoe, en el cual, actuó como buque insignia. El buque, era especialmente popular en Nueva Zelanda, donde se estima, que más de un tercio de la población del país, subió a visitar el buque en las 11 semanas que permaneció allí, al igual que había ocurrido en la visita de 1913. También adquirió allí gran popularidad el almirante Jellicoe., algunos años después, retorno con el cargo de Gobernador General entre 1920 y 1924.
El HMS New Zealand fue dado de baja en 1922 y desguazado en 1923 según lo estipulado en el Tratado Naval de Washington del que Gran Bretaña, era signataría. La medalla que recibieron en 1913 sus oficiales y tripulación, es hoy en día un objeto codiciado por muchos coleccionistas.